# Ingerophrynus parvus
Ingerophrynus parvus är en groddjursart som först beskrevs av George Albert Boulenger 1887.  Ingerophrynus parvus ingår i släktet Ingerophrynus och familjen paddor. IUCN kategoriserar arten globalt som livskraftig. Inga underarter finns listade i Catalogue of Life.